# Championnats d'Asie de badminton
Les Championnats d'Asie de badminton sont les championnats opposant les meilleurs joueurs asiatiques de simple hommes, simple dames, double hommes, double dames et double mixtes. Ils sont organisés par la Confédération asiatique de badminton depuis 1962 et sont devenus annuels à partir de 1991. L'évènement alternait à l'origine entre les compétitions par équipes et individuelles avant que l'événement par équipes ne soit annulé en 1994.
La compétition est l'une des cinq compétitions continentales, avec les Championnats d'Europe, les Championnats panaméricains, les Championnats d'Afrique et les Championnats d'Océanie.
Elle fait partie du circuit du BWF World Tour, et rapporte donc des points dans le classement mondial. Ce championnat équivaut à un tournoi Super 1000, ce qui fait de cette compétition le championnat continental qui rapporte le plus de points. 
Lors de l'événement de 2003, une controverse a lieu lorsque la Chine décide de se retirer du tournoi à la dernière minute. L'entraîneur-chef Li Yongbo a déclaré que le tournoi n'attribuait aucun point de classement pour l'événement des Jeux olympiques d'été de 2004 et préférait donner à ses joueurs plus de temps pour se reposer. Certains des meilleurs joueurs étaient également disposés à se retirer du tournoi car la compétitivité de l'événement était faible.

## Championnats

### Championnats individuels
Le tableau ci-dessous donne un aperçu de toutes les villes et pays hôtes des Championnats d'Asie.
| Année | Numéro | Ville Hôte     | Pays        | Épreuves |
| ----- | ------ | -------------- | ----------- | -------- |
| 1962  | 1      | Kuala Lumpur   | Malaisie    | 6        |
| 1965  | 2      | Lucknow        | Inde        | 6        |
| 1969  | 3      | Manille        | Philippines | 5        |
| 1971  | 4      | Jakarta        | Indonésie   | 6        |
| 1976  | 5      | Hyderabad      | Inde        | 6        |
| 1976  | N.O.   | Bangkok        | Thaïlande   | 4        |
| 1977  | N.O.   | Hong Kong      | Hong Kong   | 4        |
| 1978  | N.O.   | Pékin          | Chine       | 4        |
| 1980  | N.O.   | Bangkok        | Thaïlande   | 4        |
| 1983  | 6      | Calcutta       | Inde        | 6        |
| 1985  | 7      | Kuala Lumpur   | Malaisie    | 5        |
| 1987  | 8      | Semarang       | Indonésie   | 5        |
| 1988  | N.O.   | Bandar Lampung | Indonésie   | 4        |
| 1989  | 9      | Shanghai       | Chine       | 1        |
| 1991  | 10     | Kuala Lumpur   | Malaisie    | 5        |
| 1992  | 11     | Kuala Lumpur   | Malaisie    | 5        |
| 1993  | 12     | Hong Kong      | Hong Kong   | 1        |
| 1994  | 13     | Shanghai       | Chine       | 5        |
| 1995  | 14     | Pékin          | Chine       | 5        |
| 1996  | 15     | Surabaya       | Indonésie   | 5        |
| 1997  | 16     | Kuala Lumpur   | Malaisie    | 5        |
| 1998  | 17     | Bangkok        | Thaïlande   | 5        |
| 1999  | 18     | Kuala Lumpur   | Malaisie    | 5        |
| 2000  | 19     | Jakarta        | Indonésie   | 5        |
| 2001  | 20     | Manille        | Philippines | 5        |
| 2002  | 21     | Bangkok        | Thaïlande   | 5        |
| 2003  | 22     | Jakarta        | Indonésie   | 5        |
| 2004  | 23     | Kuala Lumpur   | Malaisie    | 5        |
| 2005  | 24     | Hyderabad      | Inde        | 5        |

| Année | Numéro | Ville Hôte  | Pays                | Épreuves |
| ----- | ------ | ----------- | ------------------- | -------- |
| 2006  | 25     | Johor Bahru | Malaisie            | 5        |
| 2007  | 26     | Johor Bahru | Malaisie            | 5        |
| 2008  | 27     | Johor Bahru | Malaisie            | 5        |
| 2009  | 28     | Suwon       | Corée du Sud        | 5        |
| 2010  | 29     | New Delhi   | Inde                | 5        |
| 2011  | 30     | Chengdu     | Chine               | 5        |
| 2012  | 31     | Qingdao     | Chine               | 5        |
| 2013  | 32     | Taipei      | Taipei chinois      | 5        |
| 2014  | 33     | Gimcheon    | Corée du Sud        | 5        |
| 2015  | 34     | Wuhan       | Chine               | 5        |
| 2016  | 35     | Wuhan       | Chine               | 5        |
| 2017  | 36     | Wuhan       | Chine               | 5        |
| 2018  | 37     | Wuhan       | Chine               | 5        |
| 2019  | 38     | Wuhan       | Chine               | 5        |
| 2022  | 39     | Manille     | Philippines         | 5        |
| 2023  | 40     | Dubaï       | Émirats arabes unis | 5        |
| 2024  | 41     | Ningbo      | Chine               | 5        |
| 2025  | 42     | Ningbo      | Chine               | 5        |

### Championnats par équipes
La compétition par équipe masculine a débuté en 1962 et a été disputée pour la dernière fois en 1993. En 2016, Badminton Asia a décidé de créer un nouveau championnat par équipe masculin et féminin qui sert également de tournoi de qualification pour les finales des coupes Thomas et Uber. Un autre nouveau tournoi par équipe utilisant le format des équipes mixtes, appelé Badminton Asia Mixed Team Championship (également connu sous le nom de Tong Yun Kai Cup ), a été lancé en 2017. Les deux championnats sont bisannuels, suivant ainsi le même schéma que les finales de la Thomas & Uber Cups et de la Sudirman Cup.
| Année | Numéro | Ville      | Pays                | Épreuves |
| ----- | ------ | ---------- | ------------------- | -------- |
| 2016  | 1      | Hyderabad  | Inde                | 2        |
| 2018  | 2      | Alor Setar | Malaisie            | 2        |
| 2020  | 3      | Manille    | Philippines         | 2        |
| 2022  | 4      | Selangor   | Malaisie            | 2        |
| 2024  | 5      | Selangor   | Malaisie            | 2        |
| 2026  | 6      | Dubaï      | Émirats arabes unis | 2        |

| Année | Numéro | Ville                                       | Pays                                        | Épreuves                                    |
| ----- | ------ | ------------------------------------------- | ------------------------------------------- | ------------------------------------------- |
| 2017  | 1      | Hô Chi Minh-Ville                           | Viêt Nam                                    | 1                                           |
| 2019  | 2      | Hong Kong                                   | Hong Kong                                   | 1                                           |
| 2021  | —      | Non organisé (pandémie de Covid-19 en Asie) | Non organisé (pandémie de Covid-19 en Asie) | Non organisé (pandémie de Covid-19 en Asie) |
| 2023  | 3      | Dubaï                                       | Émirats arabes unis                         | 1                                           |
| 2025  | 4      | Dubaï                                       | Émirats arabes unis                         | 1                                           |
| 2027  | 5      | Dubaï                                       | Émirats arabes unis                         | 1                                           |

## Palmarès

### Individuel
| Année | Simple hommes                               | Simple dames                                | Double hommes                                   | Doubles dames                               | Double mixte                                |
| ----- | ------------------------------------------- | ------------------------------------------- | ----------------------------------------------- | ------------------------------------------- | ------------------------------------------- |
| 1962  | Teh Kew San                                 | Minarni                                     | Ng Boon Bee Tan Yee Khan                        | Happy Herowati Corry Kawilarang             | Lim Say Hup Ng Mei Ling                     |
| 1965  | Dinesh Khanna                               | Angela Bairstow                             | Narong Bhornchima Chavalert Chumkum             | Angela Bairstow Ursula Smith                | Tan Yee Khan Angela Bairstow                |
| 1969  | Muljadi                                     | Pang Yuet Mui                               | Punch Gunalan Ng Boon Bee                       | Kang Young-sin Lee Young-soon               | Non disputé                                 |
| 1971  | Tan Aik Mong                                | Utami Kinard                                | Indra Gunawan Nara Sudjana                      | Retno Koestijah Intan Nurtjahja             | Christian Hadinata Retno Koestijah          |
| 1976  | Hou Jiachang                                | Liang Qiuxia                                | Ade Chandra Tjun Tjun                           | Regina Masli Theresia Widiastuti            | Fang Kaixiang He Cuiling                    |
| 1983  | Chen Changjie                               | Yoo Sang-hee                                | He Shangquan Jiang Guoliang                     | Fan Ming Guan Weizhen                       | Park Joo-bong Kim Yun-ja                    |
| 1985  | Zhao Jianhua                                | Zheng Yuli                                  | Kim Moon-soo Park Joo-bong                      | Kim Yun-ja Yoo Sang-hee                     | Non disputé                                 |
| 1991  | Rashid Sidek                                | Yuliani Sentosa                             | Kim Moon-soo Park Joo-bong                      | Chung So-young Hwang Hye-young              | Park Joo-bong Chung Myung-hee               |
| 1992  | Rashid Sidek                                | Ye Zhaoying                                 | Jalani Sidek Razif Sidek                        | Pan Li Wu Yuhong                            | Joko Mardianto Sri Untari                   |
| 1994  | Foo Kok Keong                               | Ye Zhaoying                                 | Chen Hongyong Chen Kang                         | Ge Fei Gu Jun                               | Chen Xingdong Sun Man                       |
| 1995  | Park Sung-woo                               | Ye Zhaoying                                 | Cheah Soon Kit Yap Kim Hock                     | Ge Fei Gu Jun                               | Liu Jianjun Ge Fei                          |
| 1996  | Jeffer Rosobin                              | Gong Zhichao                                | Ade Sutrisna Candra Wijaya                      | Finarsih Eliza Nathanael                    | Tri Kusharjanto Lili Tampi                  |
| 1997  | Sun Jun                                     | Yao Yan                                     | Antonius Ariantho Denny Kantono                 | Huang Nanyan Liu Zhong                      | Zhang Jun Liu Lu                            |
| 1998  | Chen Gang                                   | Ye Zhaoying                                 | Ha Tae-kwon Kang Kyung-jin                      | Ge Fei Gu Jun                               | Kim Dong-moon Ra Kyung-min                  |
| 1999  | Chen Hong                                   | Ye Zhaoying                                 | Ha Tae-kwon Kim Dong-moon                       | Ge Fei Gu Jun                               | Kim Dong-moon Ra Kyung-min                  |
| 2000  | Taufik Hidayat                              | Xie Xingfang                                | Tony Gunawan Rexy Mainaky                       | Lee Hyo-jung Yim Kyung-jin                  | Bambang Suprianto Minarti Timur             |
| 2001  | Xia Xuanze                                  | Zhang Ning                                  | Tri Kusharjanto Bambang Suprianto               | Gao Ling Huang Sui                          | Kim Dong-moon Ra Kyung-min                  |
| 2002  | Sony Dwi Kuncoro                            | Zhou Mi                                     | Ha Tae-kwon Kim Dong-moon                       | Yang Wei Zhang Jiewen                       | Zhang Jun Gao Ling                          |
| 2003  | Sony Dwi Kuncoro                            | Wang Chen                                   | Lee Dong-soo Yoo Yong-sung                      | Lee Kyung-won Ra Kyung-min                  | Nova Widianto Vita Marissa                  |
| 2004  | Taufik Hidayat                              | Jun Jae-youn                                | Sigit Budiarto Tri Kusharjanto                  | Lee Hyo-jung Lee Kyung-won                  | Kim Dong-moon Ra Kyung-min                  |
| 2005  | Sony Dwi Kuncoro                            | Wang Chen                                   | Markis Kido Hendra Setiawan                     | Lee Hyo-jung Lee Kyung-won                  | Sudket Prapakamol Saralee Thungthongkam     |
| 2006  | Lee Chong Wei                               | Wang Chen                                   | Choong Tan Fook Lee Wan Wah                     | Du Jing Yu Yang                             | Nova Widianto Liliyana Natsir               |
| 2007  | Taufik Hidayat                              | Jiang Yanjiao                               | Choong Tan Fook Lee Wan Wah                     | Yang Wei Zhao Tingting                      | He Hanbin Yu Yang                           |
| 2008  | Park Sung-hwan                              | Jiang Yanjiao                               | Jung Jae-sung Lee Yong-dae                      | Yang Wei Zhang Jiewen                       | Flandy Limpele Vita Marissa                 |
| 2009  | Bao Chunlai                                 | Zhu Lin                                     | Markis Kido Hendra Setiawan                     | Ma Jin Wang Xiaoli                          | Lee Yong-dae Lee Hyo-jung                   |
| 2010  | Lin Dan                                     | Li Xuerui                                   | Cho Gun-woo Yoo Yeon-seong                      | Pan Pan Tian Qing                           | Chan Peng Soon Goh Liu Ying                 |
| 2011  | Lin Dan                                     | Wang Yihan                                  | Cai Yun Fu Haifeng                              | Wang Xiaoli Yu Yang                         | Zhang Nan Zhao Yunlei                       |
| 2012  | Chen Jin                                    | Li Xuerui                                   | Kim Gi-jung Kim Sa-rang                         | Tian Qing Zhao Yunlei                       | Zhang Nan Zhao Yunlei                       |
| 2013  | Du Pengyu                                   | Wang Yihan                                  | Ko Sung-hyun Lee Yong-dae                       | Wang Xiaoli Yu Yang                         | Ko Sung-hyun Kim Ha-na                      |
| 2014  | Lin Dan                                     | Sung Ji-hyun                                | Shin Baek-cheol Yoo Yeon-seong                  | Luo Ying Luo Yu                             | Lee Chun Hei Chau Hoi Wah                   |
| 2015  | Lin Dan                                     | Ratchanok Intanon                           | Lee Yong-dae Yoo Yeon-seong                     | Ma Jin Tang Yuanting                        | Tontowi Ahmad Liliyana Natsir               |
| 2016  | Lee Chong Wei                               | Wang Yihan                                  | Lee Yong-dae Yoo Yeon-seong                     | Misaki Matsutomo Ayaka Takahashi            | Zhang Nan Zhao Yunlei                       |
| 2017  | Chen Long                                   | Tai Tzu-ying                                | Li Junhui Liu Yuchen                            | Misaki Matsutomo Ayaka Takahashi            | Lu Kai Huang Yaqiong                        |
| 2018  | Kento Momota                                | Tai Tzu-ying                                | Li Junhui Liu Yuchen                            | Yuki Fukushima Sayaka Hirota                | Wang Yilyu Huang Dongping                   |
| 2019  | Kento Momota                                | Akane Yamaguchi                             | Hiroyuki Endo Yuta Watanabe                     | Chen Qingchen Jia Yifan                     | Wang Yilyu Huang Dongping                   |
| 2020  | Annulé en raison de la pandémie de Covid-19 | Annulé en raison de la pandémie de Covid-19 | Annulé en raison de la pandémie de Covid-19     | Annulé en raison de la pandémie de Covid-19 | Annulé en raison de la pandémie de Covid-19 |
| 2021  | Annulé                                      | Annulé                                      | Annulé                                          | Annulé                                      | Annulé                                      |
| 2022  | Lee Zii Jia                                 | Wang Zhiyi (en)                             | Pramudya Kusumawardana Yeremia Rambitan         | Chen Qingchen Jia Yifan                     | Zheng Siwei Huang Yaqiong                   |
| 2023  | Anthony Sinisuka Ginting                    | Tai Tzu-ying                                | Satwiksairaj Rankireddy (en) Chirag Shetty (en) | Yuki Fukushima Sayaka Hirota                | Jiang Zhenbang Wei Yaxin                    |
| 2024  | Jonatan Christie                            | Wang Zhiyi                                  | Liang Weikeng Wang Chang                        | Baek Ha-na Lee So-hee (en)                  | Feng Yanzhe Huang Dongping                  |
| 2025  | Kunlavut Vitidsarn                          | Chen Yufei                                  | Aaron Chia Soh Wooi Yik                         | Liu Shengshu Tan Ning                       | Tang Chun Man Tse Ying Suet                 |

| Année | Simple hommes | Simple dames | Double hommes                  | Doubles dames                       | Double mixte |
| ----- | ------------- | ------------ | ------------------------------ | ----------------------------------- | ------------ |
| 1976  | Iie Sumirat   | Liang Qiuxia | Ade Chandra Christian Hadinata | Sylvia Ng Rosalind Singha Ang       | Non disputé  |
| 1977  | Yu Yaodong    | Liang Qiuxia | Tjun Tjun Johan Wahjudi        | Liang Qiuxia Liu Xia                | Non disputé  |
| 1978  | Yu Yaodong    | Liu Xia      | Lin Shiquan Tang Xianhu        | Sirisriro Patama Kingmanee Thongkam | Non disputé  |
| 1980  | Han Jian      | Song Youping | Li Zhifeng Yang Kesen          | Li Lingwei San Yanqin               | Non disputé  |
| 1988  | Xiong Guobao  | Tang Jiuhong | Zhang Qiang Zhou Jincan        | Verawaty Fajrin Yanti Kusmiati      | Non disputé  |

### Par équipes
| Année | Vainqueur | Finaliste | Troisièmes              |
| ----- | --------- | --------- | ----------------------- |
| 1962  | Malaisie  | Indonésie | Thaïlande Pakistan      |
| 1965  | Malaisie  | Thaïlande | Inde Japon              |
| 1969  | Indonésie | Malaisie  | Japon                   |
| 1971  | Indonésie | Malaisie  | Japon                   |
| 1976  | Indonésie | Chine     | Japon                   |
| 1983  | Chine     | Inde      | Indonésie               |
| 1985  | Chine     | Malaisie  | Indonésie               |
| 1987  | Chine     | Indonésie | Corée du Sud            |
| 1989  | Chine     | Indonésie | Corée du Sud Malaisie   |
| 1993  | Indonésie | Chine     | Malaisie Taipei chinois |

| Année | Vainqueur | Finaliste | Demi-finalistes        |
| ----- | --------- | --------- | ---------------------- |
| 2016  | Indonésie | Japon     | Corée du Sud Inde      |
| 2018  | Indonésie | Chine     | Malaisie Corée du Sud  |
| 2020  | Indonésie | Malaisie  | Inde Japon             |
| 2022  | Malaisie  | Indonésie | Singapour Corée du Sud |
| 2024  | Chine     | Malaisie  | Japon Corée du Sud     |

| Année | Vainqueur | Finaliste    | Demi-finalistes        |
| ----- | --------- | ------------ | ---------------------- |
| 2016  | Chine     | Japon        | Corée du Sud Thaïlande |
| 2018  | Japon     | Chine        | Inde Corée du Sud      |
| 2020  | Japon     | Corée du Sud | Malaisie Thaïlande     |
| 2022  | Indonésie | Corée du Sud | Malaisie Japon         |
| 2024  | Inde      | Thaïlande    | Japon Indonésie        |

| Année | Vainqueur                                        | Finaliste                                        | Demi-finalistes                                  |                                                  |
| ----- | ------------------------------------------------ | ------------------------------------------------ | ------------------------------------------------ | ------------------------------------------------ |
| 2017  | Japon                                            | Corée du Sud                                     | Chine Thaïlande                                  |                                                  |
| 2019  | Chine                                            | Japon                                            | Indonésie Hong Kong                              |                                                  |
| 2021  | Non disputé en raison de la pandémie de Covid-19 | Non disputé en raison de la pandémie de Covid-19 | Non disputé en raison de la pandémie de Covid-19 | Non disputé en raison de la pandémie de Covid-19 |
| 2023  | Chine                                            | Corée du Sud                                     | Inde Thaïlande                                   |                                                  |
| 2025  | Indonésie                                        | Chine                                            | Japon Thaïlande                                  |                                                  |

## Tableau des médailles
| Rang  | Nation         | Or   | Argent | Bronze | Total |
| ----- | -------------- | ---- | ------ | ------ | ----- |
| 1     | Chine          | 80   | 73     | 99     | 252   |
| 2     | Indonésie      | 38   | 22     | 79     | 149   |
| 3     | Corée du Sud   | 33   | 29     | 48     | 110   |
| 4     | Malaisie       | 17,5 | 19,5   | 31     | 68    |
| 5     | Japon          | 11   | 19     | 33     | 63    |
| 6     | Hong Kong      | 5    | 5      | 16     | 26    |
| 7     | Thaïlande      | 3    | 2      | 27     | 42    |
| 8     | Taipei chinois | 3    | 3      | 14     | 20    |
| 9     | Inde           | 3    | 0      | 19     | 22    |
| 10    | Angleterre     | 2,5  | 1,5    | 0      | 4     |
| 11    | Singapour      | 0    | 1      | 4      | 5     |
| 12    | Birmanie       | 0    | 1      | 2      | 3     |
| 13    | Philippines    | 0    | 0      | 1      | 1     |
| 13    | Sri Lanka      | 0    | 0      | 1      | 1     |
| 13    | Viêt Nam       | 0    | 0      | 1      | 1     |
| Total | Total          | 196  | 196    | 375    | 767   |